# A szerbek vallási identitása
A szerbek a IX. században vették fel a kereszténységet.
A kereszténység a Római Birodalomban született, majd annak kettészakadása a keresztény vallásban is megosztottságot eredményezett. A szerbek bizánci hatásra ortodox hitűek lettek. Vallásuk ma is ortodox keresztény.

## Az ortodox egyház
Az ortodox - teológiai értelemben - a hamisítatlan keresztény tanítás jelzője. Más magyarázatok szerint az 1054-es keleti egyházszakadáskor a Rómától különvált egyház tagjainak jelzője. A kettészakadt egyházban tehát a keleti egyház lett ortodox, melynek a magyar nyelvben a görögkeleti szó a megfelelője, míg a szláv nyelvekben a pravoszláv.  A két egyház hitélete a kezdetektől fogva különbözött egymástól.
Szent Száva a szerb államiság megteremtőjeként tisztelt dinasztiaalapító, I. István szerb fejedelem legkisebb fia. Az önálló szerb ortodox egyház megalapítója.
A szerb ortodox egyház 1219-ben nyerte el önállóságát az autokefáliát, így egyike a tizenöt önálló ortodox egyháznak. Az önállóság feltétele, hogy az egyháznak legalább három püspöke legyen, mivel az ortodox kánonjog (egyházjog) előírja két felszentelő püspök meglétét a püspökszenteléshez. Az egyház első érseke Szent Száva volt, aki az 1190-es években tette le a szerzetesi fogadalmat.
Az 1620-as években jött létre a Budai Szerb Ortodox Egyházmegye. Az egyház feje a pátriárka, legmagasabb döntéshozó testülete a Szent Püspöki Zsinat.
Az ortodox egyházi hierarchia legmagasabb fokán álló püspök viselhet érseki, metropolitai, exarchai címet is. A második fokozat a presbiter, vagyis a pap, a harmadik pedig a diakónus, aki nem vezethet önállóan istentiszteletet, csak segédkezhet pap vagy püspök mellett.
Ebben a vallásban a papok élhetnek házas életet, kivéve a püspök és a szerzetes papok. Kikötésként csupán annyi szerepel, hogy diakonussá szentelésük előtt kell megnősülniük, és természetesen csak hajadont vehetnek feleségül. A valamikor házas életet élő papok is választhatók később püspökké, ha megözvegyülnek és szerzetessé avatják őket. Ezután már nincs akadálya a püspökké választásnak.
Az Ortodox Egyház ma is azt tanítja, amit a hét egyetemes zsinat dogmákba foglalt, vagyis nem fogadja el a 4. század utáni zsinati értelmezéseket és teológiai újításokat.
Az ortodox egyházak a katolicizmussal közösen elfogadják a Szentháromságot, Jézus feltámadását, a Szentírás voltát, a hét szentséget, a szentek tiszteletét, valamint az egyházi hagyományokat is. Szűz Máriát kivételes tisztelet övezi, mint Isten édesanyját. Nézetük szerint imádat kizárólag Istent illeti meg, Mária pedig valóságos emberként számukra az emberileg elérhető legmagasabb tisztelet részese. A szenteket egyfajta példaképnek, tanítónak tartják. Vallásukban ugyanolyan tisztelet illet meg az ikonokat, mint a keresztet, vagy a Szentírást.
Az ortodoxia elutasítja a római pápát, mint Isten legmagasabb földi helytartóját (primátusát), és tévedhetetlenségének tanát, valamint elveti a szentek szoborként való ábrázolását. Az ortodox hit nem veszi figyelembe az egyházszakadás utáni tanokat sem: például a purgatórium, vagy Szűz Mária szeplőtlen fogantatása.
A XIV. századtól az ortodox hitűek helyzetét megnehezítették a politikai döntések.  A török hódoltság idején azonban a szerbek élvezték a legnagyobb vallásszabadságot az ortodox hitűek közül, hiszen katonai segítségükre az osztrák császár is igényt tartott.
Az 1700-as években a szerb görögkeleti egyház rengeteg támogatást kapott a gazdag szerb kereskedőktől, így rengeteg templomot építettek, melyek közül kiemelkedett a budai és a szentendrei templom, de építettek templomot Egerben, Győrben, Székesfehérváron, Szegeden, Baján, Mohácson és még számos faluban.
Trianon után a területvesztések miatt egyre kevesebb lett az egyházközösség tagjainak száma. 
Az ortodoxia hazánkban a mai napig fennmaradt, ami elsősorban az állandóan bevándorló ortodox hitű embereknek, népeknek köszönhető.
A szerbek életében kiemelkedő jelentősége van a vallásnak, mely életben tartja és ápolja az itt élő szerbek kultúráját, hagyományait, s a vallásgyakorlás keretében összefogja, közösségbe kovácsolja az embereket.

## Az egyházi szertartás
Életükben, tudatukban a vallási és az etnikai tartalom összekeveredik, kiegészíti egymást. 
A fő istentisztelet jelölésére a liturgia szót használják. A liturgia végigvezeti az üdvtörténet ó- és újtestamentumi részét is.
Ebben a vallásban minden nép saját nyelvén végzi egyházi szertartásait, így a szerbek is.  A misék kétnyelvűek, egyik részük a speciális egyházi szláv nyelven hangzik el, míg másik részük a ma használatos szerb nyelven zajlik. Ennek oka elsősorban a fiatalok bevonása a vallásgyakorlásba, hiszen számukra az eredeti nyelvezet szinte érthetetlen. Az egyházi énekek és a bibliai idézetek lefordítása irodalmi nyelvre szinte lehetetlen, így azokat továbbra is a tradicionális nyelven éneklik és mondják el.
Vallásuk fontos része a keresztelés, ami náluk kötelező. Gyakran előfordul a kétnemzetiségű családokban, hogy a gyermekeket ortodox pap kereszteli meg.
A misék menete meghatározott rendben zajlik. A templomban általában nincsenek ülőhelyek, esetleg néhány szék, kizárólag a betegek, illetve nagyon idősek számára, így a résztvevők általában állnak, vagy térdelnek. Mindenkinek meghatározott helye van a templomban a mise alatt. Külön helyen tartózkodnak a nők és a férfiak, valamint azok, akik nem ortodox vallás szerint keresztelkedtek.
A szertartást végző papokat egy ikonfal választja el a gyülekezettől, melynek vallásukban nagy jelentősége van az ikonok tisztelete miatt. Az ikonfal előtt általában nagy, sokkarú gyertyatartók állnak, valamint itt található az amvon, vagyis emelvény, ahol a Szentírást felolvassák. Az ortodox templomban nem csak az ikonfalon láthatók ikonok, hanem az egész templombelsőt falfestmények díszítik, melyek főként bibliai jeleneteket ábrázolnak.
A keresztelőmedence az ikonfalon kívül található.  Az oltár magasabban áll, mint a férfitemplom, a női rész pedig el van választva egy fallal, vagy széksorral. A női rész után található egy elkülönített terület a más vallásúak számára, akik a liturgia első harmadáig nem lehetnek bent, így a szentséget és az áldozást nem kísérhetik figyelemmel. Ezt a szabályt ma már nem veszik ennyire szigorúan, viszont továbbra is él az előírás, mely szerint nő soha nem léphet be az oltárba. Az áldozáskori kenyeret (nafora) csak özvegyasszony készítheti és csak menopauzás időszakban. Ezt a kitételt azért fontos megemlíteni, mert nagyon komolyan veszik, ugyanis az ortodox szertartásban a szexualitás semmilyen formában nem lehet jelen. Az elkészült kenyeret a pap megszenteli, a szenteléshez pedig a feltételek betartása szigorúan kötelező. 
A misén nincsenek zeneszerszámok, csak egy kórus vagy a kántor énekel.
A papok és főpapok liturgikus öltözetének darabjai szimbolikus jelentőségűek. Ide tartozik a püspöksüveg, az alba, vagyis a fehér miseing, a stóla, és az öv.

## Egyházi naptári időszak
Az ortodox egyházi év szeptember 1-jével kezdődik.  A helyi ortodox egyházak sokáig (1923) a juliánus naptárt használták, ami a gregorián naptárhoz képest ebben az évszázadban 13 napi késésben volt. Ezért az ortodox ünnepeket a katolikus ünnepek után 13 nap késéssel ünneplik. Lehetőséget kaptak ortodox egyházak a gregorian naptárra való áttérésre, ennek ellenére a húsvéti ünnepkör tekintetében minden helyi egyház megmaradt a juliánus naptár időszámítása mellett. Ennek oka, hogy a húsvét, mint a legfontosabb vallási ünnep időpontja kihat az év összes vasárnapjának istentiszteleti rendjére. Így jelenleg mindkét naptárat használják, de a húsvét megünneplése minden felekezetnél egy időpontra esik.

## Szerb templomok megjelenése
Mária Terézia lehetőséget adott a kisebbségeknek templomok építésére, de szigorú feltételeket szabott építésükkel kapcsolatban. Bindorffer-Sólyom könyvében olvasottak alapján a templomoknak alacsonyabbaknak kellett lenniük a katolikus templomoknál, rendszerint csak alacsonyabb területekre épülhettek, s legtöbbször nem lehetett tornyuk. Később a tornyokat engedélyezték, de ezzel együtt sem lehettek magasabbak a katolikus templomtornyoknál. A másik kikötés, hogy a templomok bejárata kizárólag hátul, vagy oldalt lehetett.
A szerbek mindent megtettek azért, hogy minden egyes szerbek lakta településen legyen szerb templom. Ezt azért tartották fontosnak, mert minden falunak választottak egy védőszentet. A védőszent napján tartják a búcsúkat, bálokat, összejöveteleket.